# Conseil supérieur de la fonction publique
En France, il existe trois conseils supérieurs de la fonction publique (CSFP), organismes consultatifs qui rassemblent des représentants des fonctionnaires et des administrations qui les emploient. 
Il s'agit du conseil supérieur de la fonction publique de l'État (CSFPE), du conseil supérieur de la fonction publique territoriale (CSFPT) et du conseil supérieur de la fonction publique hospitalière (CSFPH).

## Histoire et textes
Le Conseil supérieur de la fonction publique a été créé par la loi du 19 octobre 1946 sur le statut général des fonctionnaires. Il n'y avait alors qu'un seul conseil supérieur de la fonction publique, la qualification de « fonctionnaire » n'étant pleinement reconnue qu'aux fonctionnaires de l'État. 
Par la suite ont été également créés des organismes consultatifs pour le personnel des collectivités territoriales et des établissements hospitaliers : une section du personnel au sein du Conseil national des services publics départementaux et communaux (fondé en 1945) et divers conseils supérieurs pour certaines catégories de personnel communal et, d'autre part, un Conseil supérieur de la fonction hospitalière.
Le conseil supérieur de la fonction publique a ensuite été régi par l'article 15 de l'ordonnance du 4 février 1959 et par le décret no 59-306 du 14 février 1959. 
La réforme engagée à partir de 1983 a établi l'existence de trois fonctions publiques, chacune ayant son conseil supérieur. À l’issue de cette réforme, le conseil supérieur de la fonction publique devient le conseil supérieur de la fonction publique de l'État et les deux autres organismes consultatifs constituent respectivement le conseil supérieur de la fonction publique territoriale et le conseil supérieur de la fonction publique hospitalière. 
Afin de disposer d'une instance regroupant des employeurs et des agents des trois fonctions publiques, et à la suite des accords de Bercy sur le dialogue social dans la fonction publique, signés en 2008, la loi no 2010-751 du 5 juillet 2010 relative à la rénovation du dialogue social et comportant diverses dispositions relatives à la fonction publique crée un conseil commun de la fonction publique, ce qui réduit le champ de chaque conseil supérieur à l'examen des questions intéressant spécialement l'une des trois fonctions publiques. 
Les conseils supérieurs de la fonction publique de l'État et de la fonction publique hospitalière ont également eu, avant la loi de transformation de la fonction publique du 6 août 2019, un rôle d'organe supérieur de recours, qui était confié à une formation spécialisée du conseil, à composition paritaire. Comme organe supérieur de recours, ces conseils donnaient un avis sur des situations individuelles. 
Tel était le cas notamment en matière disciplinaire, après que la commission administrative paritaire (CAP) avait donné un avis en première instance, ainsi que dans certains cas de licenciement d'un fonctionnaire, soit pour insuffisance professionnelle, soit pour refus de poste après disponibilité. En matière d'avancement, le conseil supérieur pouvait être saisi par l'agent ou, dans la fonction publique hospitalière, par la CAP contre toute décision concernant l'avancement prise contrairement à l'avis qu'elle avait émis. Ces recours ont été supprimés par la loi de 2019. 
Les conseils supérieurs de la fonction publique sont alors régis, jusqu'à la codification du droit de la fonction publique, par les dispositions suivantes : 
|                                | Texte législatif                             | Texte réglementaire                   |
| ------------------------------ | -------------------------------------------- | ------------------------------------- |
| Fonction publique de l'État    | Loi no 84-16 du 11 janvier 1984, art. 13     | Décret no 2012-225 du 16 février 2012 |
| Fonction publique territoriale | Loi no 84-53 du 26 janvier 1984, art. 8 à 11 | Décret no 84-346 du 10 mai 1984       |
| Fonction publique hospitalière | Loi no 86-33 du 9 janvier 1986, art. 11 à 13 | Décret no 2012-739 du 9 mai 2012      |

Les trois conseils sont désormais régis par le titre IV du livre II du code général de la fonction publique, et plus particulièrement le chapitre III pour le CSFPE, le chapitre IV pour le CSFPT et le chapitre V pour le CSFPH. 

## Composition et fonctionnement
Chaque conseil supérieur comprend de représentants des fonctionnaires d'une part, et des administrations et organismes employeurs (« représentants de l'administration ») d'autre part. 
Le conseil supérieur de la fonction publique de l'État comprend des représentants de l'administration qui ne prennent pas part au vote et 20 représentants des fonctionnaires. 
Le conseil supérieur de la fonction publique territoriale compte 40 membres répartis en deux collèges, l’un de 20 représentants des fonctionnaires et l’autre de 20 représentants de l'administration. 
Le conseil supérieur de la fonction publique hospitalière comprend 20 représentants des fonctionnaires et 10 représentants de l'administration avec voix délibérative, ainsi que deux représentants de l'État avec voix consultative. 
Les représentants de l'administration sont : 
- pour le conseil supérieur de la fonction publique de l'État, de hauts magistrats administratifs et des représentants des institutions centrales concernés par les questions à l'ordre du jour ;
- pour le conseil supérieur de la fonction publique territoriale, des élus locaux, à raison de sept pour les communes et EPCI de moins de 20 000 habitants, sept pour les communes et EPCI de plus de 20 000 habitants, quatre pour les départements et deux pour les régions.
- pour le conseil supérieur de la fonction publique hospitalière, deux représentants de l'État avec voix consultative, trois élus locaux (un pour les départements, deux pour les communes), sept représentants des employeurs publics hospitaliers dont le président de la Fédération hospitalière de France.

Les représentants des fonctionnaires sont désignés par les syndicats représentatifs. La répartition des sièges entre les syndicats dépend des résultats aux élections professionnelles, notamment aux comités sociaux et aux commissions administratives paritaires. 
Chaque conseil supérieur peut siéger soit en assemblée plénière, soit en formation spécialisée, soit en commission permanente ou temporaire. 

## Attributions
Chacun des conseils supérieurs a une fonction purement consultative, de sorte que l'autorité peut passer outre un avis négatif du conseil. 
Les conseils supérieurs de la fonction publique sont consultés sur tout projet de texte (projet de loi, projet d'ordonnance ou de décret) modifiant les dispositions générales du statut de la fonction publique en cause. Les projets touchant deux ou trois fonctions publiques sont soumis au conseil commun de la fonction publique. 
Ils le sont également pour les textes portant statut particulier des corps ou cadres d'emplois dans les conditions suivantes. 
Tous les statuts particuliers des cadres d'emplois de la fonction publique territoriale et des corps de la fonction publique hospitalière sont examinés par le conseil supérieur respectif. 
Les statuts particuliers des corps de la fonction publique de l'État sont examinés par le comité social du ministère de rattachement. Toutefois, le conseil supérieur de la fonction publique de l'État est consulté : 
- pour les réformes de même type touchant plusieurs corps relevant de comités sociaux différents ;
- pour les corps à caractère interministériel gérés par le Premier ministre ;
- pour les corps interministériels relevant de comités sociaux différents, sauf désaccord d'un des ministres ;
- pour les corps dont le statut déroge au statut général.

Les conseils supérieurs de la fonction publique sont consultés sur des questions intéressant l'une des trois fonctions publiques dans son ensemble, telle que l'égalité entre hommes et femmes, la formation continue (formation professionnelle) ou les conditions de santé et de sécurité au travail.
Un rapport annuel sur l'état de la fonction publique est soumis à chaque conseil supérieur. En outre, un observatoire national des emplois et des métiers est institué auprès du conseil supérieur de la fonction publique hospitalière.